# Померой (Вашингтон)
Померой (англ. Pomeroy) — місто (англ. city) в США, в окрузі Гарфілд штату Вашингтон. Населення — 1389 осіб (2020).

## Географія
Померой розташований за координатами 46°28′26″ пн. ш. 117°35′50″ зх. д. / 46.47389° пн. ш. 117.59722° зх. д. (46.473933, -117.597194).  За даними Бюро перепису населення США в 2010 році місто мало площу 4,60 км², уся площа — суходіл.

### Клімат
| Клімат : Померой                   | Клімат : Померой | Клімат : Померой | Клімат : Померой | Клімат : Померой | Клімат : Померой | Клімат : Померой | Клімат : Померой | Клімат : Померой | Клімат : Померой | Клімат : Померой | Клімат : Померой | Клімат : Померой | Клімат : Померой |
| Показник                           | Січ.             | Лют.             | Бер.             | Квіт.            | Трав.            | Черв.            | Лип.             | Серп.            | Вер.             | Жовт.            | Лист.            | Груд.            | Рік              |
| Абсолютний максимум, °C            | 19,4             | 21,7             | 26,7             | 36,7             | 38,3             | 38,9             | 44,4             | 42,8             | 38,9             | 33,9             | 25,6             | 22,2             | 44,4             |
| Середній максимум, °C              | 3,9              | 6,6              | 11,2             | 14,8             | 19,2             | 23,8             | 29,3             | 29,2             | 23,9             | 16,2             | 8,1              | 2,6              | 15,8             |
| Середня температура, °C            | 0,1              | 1,8              | 5,4              | 8,6              | 12,5             | 16,3             | 20,3             | 19,9             | 15,4             | 9,2              | 3,4              | −1               | 9,4              |
| Середній мінімум, °C               | −3,7             | −3,1             | −0,4             | 2,3              | 5,8              | 8,9              | 11,4             | 10,7             | 6,9              | 2,1              | −1,3             | −4,6             | 3,0              |
| Абсолютний мінімум, °C             | −30              | −27,2            | −14,4            | −11,7            | −6,7             | −1,1             | 1,7              | 0,6              | −4,4             | −15              | −25              | −32,8            | −32,8            |
| Норма опадів, мм                   | 52               | 43               | 41               | 34               | 40               | 29               | 16               | 21               | 22               | 30               | 53               | 52               | 433              |
| ---------------------------------- | ---------------- | ---------------- | ---------------- | ---------------- | ---------------- | ---------------- | ---------------- | ---------------- | ---------------- | ---------------- | ---------------- | ---------------- | ---------------- |
| Джерело: NOAA (normals, 1981−2010) |                  |                  |                  |                  |                  |                  |                  |                  |                  |                  |                  |                  |                  |

## Демографія
Згідно з переписом 2010 року, у місті мешкало 1425 осіб у 642 домогосподарствах у складі 401 родини. Густота населення становила 310 осіб/км².  Було 723 помешкання (157/км²).
Расовий склад населення:
| - 94,9 % — білих - 1,3 % — азіатів - 0,3 % — корінних американців - 1,3 % — осіб інших рас |

До двох чи більше рас належало 2,2 %. Частка іспаномовних становила 3,2 % від усіх жителів.
За віковим діапазоном населення розподілялося таким чином: 19,6 % — особи молодші 18 років, 56,0 % — особи у віці 18—64 років, 24,4 % — особи у віці 65 років та старші. Медіана віку мешканця становила 50,0 року. На 100 осіб жіночої статі у місті припадало 90,5 чоловіків;  на 100 жінок у віці від 18 років та старших — 86,5 чоловіків також старших 18 років.
Середній дохід на одне домашнє господарство  становив 50 584 долари США (медіана — 42 216), а середній дохід на одну сім'ю — 62 131 долар (медіана — 52 381). Медіана доходів становила 41 875 доларів для чоловіків та 40 625 доларів для жінок. За межею бідності перебувало 12,6 % осіб, у тому числі 25,7 % дітей у віці до 18 років та 3,8 % осіб у віці 65 років та старших.
Цивільне працевлаштоване населення становило 476 осіб. Основні галузі зайнятості: освіта, охорона здоров'я та соціальна допомога — 22,3 %, роздрібна торгівля — 15,3 %, сільське господарство, лісництво, риболовля — 10,3 %, публічна адміністрація — 9,5 %.